# Brahim Boutayeb

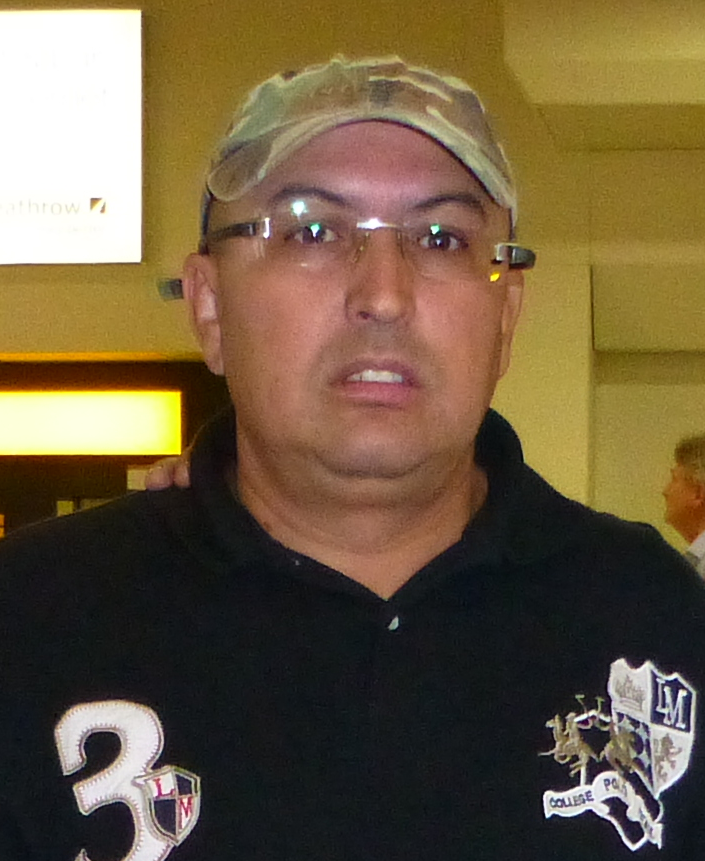
Brahim Boutayeb (2012)

Moulay Brahim Boutayeb (arabiska: مولاي ابراهيم بوطيب), född den 15 augusti 1967, är en marockansk före detta friidrottare som tävlade på 5 000 meter och 10 000 meter. 
Boutayeb deltog vid VM 1987 i Rom där han tävlade på 5 000 meter. Han blev utslagen i försöken. Boutayeb deltog vid Olympiska sommarspelen 1988 i Seoul där han sprang 10 000 meter en distans som han tidigare nästan aldrig sprungit. Detta till trots lyckades han vinna guld på distansen på en tid, 27.21,46, som då placerade honom som fyra genom alla tider. Efter framgången vid OS deltog han vid VM 1991 i Tokyo där han sprang 5 000 meter och slutade på tredje plats. 
Boutayeb deltog även vid Olympiska sommarspelen 1992 i Barcelona där han blev fyra på 5 000 meter mindre än en sekund från segraren Dieter Baumann. 
Boutayebs sista mästerskap start var VM 1993 i Stuttgart där han slutade sexa på 5 000 meter. 